# مارجوري كلارك (عالمة)
مارجوري كلارك (بالإنجليزية: Marjorie Clarke)‏ هي عالمة أمريكية، ولدت في 1953.